# Алексей Аджубей
Алексѐй Ива̀нович Аджубѐй (* 10 януари 1924, Самарканд, Узбекска ССР, сега Узбекистан – † 19 март 1993, Москва) е съветски журналист, публицист и политик – главен редактор на вестниците „Комсомолска правда“ (1957 – 1959) и „Известия“ (1959 – 1964). Съпруг на дъщерята на съветския диктатор Никита Хрушчов Рада.
Автор на книгите:
- „Лицом к лицу с Америкой“ (1960)
- „День мира“ (1961)
- „Те десять лет“ (1989).

Носител на Ленинска премия (1960).